# 桌面定制
桌面定制是一个术语，用来描述对于个人电脑的桌面环境的定制。 可以通过不同的方式定制不同的桌面环境。流行的桌面环境有Windows XP，GTK，GNOME和KDE等。GTK，GNOME和KDE等桌面环境主要用于Linux操作系统。对桌面的定制包括壁纸，窗口风格，插件，小工具以及应用软件皮肤等。